# 吉弘翔
吉弘 翔（よしひろ しょう、1991年6月5日 - ）は、広島ホームテレビのアナウンサー。福岡県春日市出身。

## 略歴
小学4年から高校3年まで野球をしていた。梅野隆太郎は中学生時代の硬球野球チームのチームメイト。高校でも野球部に所属し3年生の時にキャプテンを務め、最後の夏、3回戦敗退。
空手初段（公益社団法人日本空手協会）。
ベーシック・サーフ・ライフセーバー（日本ライフセービング協会認定）。
大学生時代はライフセーバーをしており主将を務めていた。また、スポーツ法政新聞会に所属しアメフトを取材していた。
2014年4月、広島ホームテレビにアナウンサーとして入社。大重麻衣アナウンサーと同期入社。
スポーツ中継の実況、ベンチリポート、取材を廣瀬隼也共に担当している。
2019年5月18日放送の『ひろしま深掘りライブ フロントドア』にて、MCの宇治原史規（ロザン）から結婚したことが発表され、後に本人も結婚を報告した。

## 出演
テレビ
- カープ応援中継“勝ちグセ。” 実況・ベンチリポート
- 高校野球広島大会　実況
- HOME Jステーション
- あっぱれ!熟年ファイターズ リポーター
- 勝ちグセ。サンデー恋すぽ
- 恋すぽスペシャル Red Soul #25 新井貴浩 不屈の2000安打（2016年5月1日）ナレーション
- ひろしま深掘りライブ フロントドア スポーツ
- みみよりライブ 5up!（2018年4月 - 2023年）スポーツ
- カープ道
  - #23「修学旅行〜日南キャンプの楽しみ方〜#1」
  - #24「修学旅行〜日南キャンプの楽しみ方〜#2」
  - #39｢真っ赤で激しいカープ愛SP｣（2016年9月24日）
  - #100｢カープ中継を見たくなる!ワクワク実況論 1回戦｣ （2018年5月2日）
  - #101｢カープ中継を見たくなる!ワクワク実況論 2回戦｣ （2018年5月9日）
  - #108｢祝10周年！スタジアム徹底解剖 2回戦｣ （2018年6月27日）
  - #125｢レジェンド実況アナ大集合 2回戦｣ （2018年11月28日）
  - #223「ポジティブカープ道」（2021年8月11日）
  - #236「実況アナ㊙エピソード2021」（2021年11月24日）
  - #244「大注目！”カープ道”的育成選手のススメ」（2022年2月16日）
  - #249「今季楽しくなる！2022年版カープ気になるキーワード 前半戦」（2022年4月6日）
  - #250「今季楽しくなる！2022年版カープ気になるキーワード 後半戦」（2022年4月13日）
  - #258「ポジティブ鯉党が語る！2022超前半戦」（2022年6月15日）
  - #271「カープ道的新井監督勝手に応援SP」（2022年11月2日）
  - カープ道SP HOLA(オラ)!ドミニカ 〜鯉魂あふれる灼熱の島へ行ってきたぞ!〜（2019年1月5日）
  - #135「スポーツ紙記者大集合!ペナント大胆予想2019前半戦」（2019年3月20日）
- 勝ちグセ。カープ新春SP V奪還へ!身も心も洗っちゃいます〜今村・アドゥワ タイの旅&堂林・磯村 下関の旅〜（2020年1月4日）下関MC
- よなよなテレビのたまご（2017年 - 終了）ナレーション
- HOME NEWS
- ぽるぽるエンタ
- 超てれ
- 実況・リポート
- 各種ナレーション
- ピタニュー（2023年4月 - ）MC
- 被爆79年広島平和記念式典中継（2024年8月6日）進行
- 選挙ステーション2024 広島（2024年10月27日）MC
- ピタニュー衆院選速報（2024年10月27日深夜）MC

配信
- サタデー恋すぽ（ぽるぽるLIVE）MC
- 恋すぽイブニング（ぽるぽるLIVE）MC
- カープトーク（2018年2月7日、ぽるぽるLIVE）宮崎県日南市から配信。中島尚樹と出演
- 特番 カープ道的雑談会 in ぽるぽるLIVE（2018年8月21日22時～）中島尚樹、極楽山本、中西希、斉藤亜緒衣と出演
- 特番 カープ道的雑談会 in ぽるぽるLIVE（2018年9月12日22時～）中島尚樹、極楽山本、斉藤亜緒衣と出演

講義
- 安田女子大学『スポーツとアナウンサー』（2017年5月22日）

連載
- デイリースポーツ広島版「ぽるぽるコラム」